# Historic Environment Scotland
Historic Environment Scotland (HES) is (Schots-Gaelisch: Àrainneachd Eachdraidheil Alba) is een Schotse niet-departementale overheidsinstantie die verantwoordelijk is voor het onderzoeken, onderhouden en promoten van de historische omgeving van Schotland. Het werd in 2015 gevormd als samenvoeging van de Historic Scotland en de Royal Commission on the Ancient and Historical Monuments of Scotland. Historic Environment Scotland onderhoudt meer dan 300 eigendommen van nationaal belang, waaronder Edinburgh Castle, Skara Brae en Fort George.

## Geschiedenis
Het heeft de taken overgenomen van Historic Scotland, dat verantwoordelijk was voor de eigendommen van nationaal belang, en de Royal Commission on the Ancient and Historical Monuments of Scotland, die gegevens over de historische omgeving van Schotland verzamelde en beheerde. Op 1 oktober 2015 werden deze instanties ontbonden en werd Historic Environment Scotland gevormd. 
Het is een openbaar orgaan met een liefdadigheidsstatus, bestuurd door een raad van bestuur die benoemd is door Schotse ministers. De instantie voert de historische strategie van Schotland uit: Our Place in Time en is daarmee verantwoordelijk voor gebouwen en monumenten die eigendom zijn van de staat, evenals de nationale collecties van manuscripten, tekeningen en foto's. Daarnaast biedt het financiering en begeleiding voor het behoud en het onderwijs in heel Schotland.